# Wereldkampioenschappen moderne vijfkamp 2002
De wereldkampioenschappen moderne vijfkamp 2002 werden gehouden in San Francisco in de Verenigde Staten.

## Medailles

### Mannen
| Onderdeel   | Goud | Goud                                              | Zilver | Zilver                                                   | Brons | Brons                                                    |
| ----------- | ---- | ------------------------------------------------- | ------ | -------------------------------------------------------- | ----- | -------------------------------------------------------- |
| Individueel | CZE  | Michal Sedlecký                                   | SWE    | Erik Johansson                                           | GER   | Eric Walther                                             |
| Team        | HUN  | Viktor Horváth Sándor Fülep Gábor Balogh          | CZE    | Michal Michalík Michal Sedlecký Libor Capalini           | LTU   | Edvinas Krungolcas Tadas Žemaitis Andrejus Zadneprovskis |
| Estafette   | GER  | Eric Walther Sebastian Dietz Carsten Niederberger | LTU    | Andrejus Zadneprovskis Edvinas Krungolcas Tadas Žemaitis | POL   | Maciej Bogucki Marcin Horbacz Andrzej Stefanek           |

### Vrouwen
| Onderdeel   | Goud | Goud                                                   | Zilver | Zilver                                            | Brons | Brons                                                      |
| ----------- | ---- | ------------------------------------------------------ | ------ | ------------------------------------------------- | ----- | ---------------------------------------------------------- |
| Individueel | HUN  | Bea Simóka                                             | HUN    | Zsuzsanna Vörös                                   | GBR   | Georgina Harland                                           |
| Team        | HUN  | Bea Simóka Zsuzsanna Vörös Csilla Füri                 | ITA    | Claudia Corsini Federica Foghetti Claudia Cerutti | RUS   | Tatjana Moeratova Jevdokia Gretsjisjnikova Marina Kolonina |
| Estafette   | CZE  | Lucie Grolichová Alexandra Kalinovská Olga Voženílková | ITA    | Claudia Cerutti Claudia Corsini Sara Bertoli      | HUN   | Zsuzsanna Vörös Vivien Máthé Bea Simóka                    |

### Medaillespiegel
| Plaats | Land                | Goud | Zilver | Brons | Totaal |
| 1      | Hongarije           | 3    | 1      | 1     | 5      |
| 2      | Tsjechië            | 2    | 1      | 0     | 3      |
| 3      | Duitsland           | 1    | 0      | 1     | 2      |
| 4      | Italië              | 0    | 2      | 0     | 2      |
| 5      | Litouwen            | 0    | 1      | 1     | 2      |
|        | Zweden              | 0    | 1      | 0     | 1      |
| 7      | Polen               | 0    | 0      | 1     | 1      |
|        | Rusland             | 0    | 0      | 1     | 1      |
|        | Verenigd Koninkrijk | 0    | 0      | 1     | 1      |
| Totaal | Totaal              | 6    | 6      | 6     | 18     |